# Nanchang
Nanchang (cinese: 南昌S, NánchāngP) è il capoluogo della provincia dello Jiangxi nel sud-est della Cina. Nel 2004 possedeva una popolazione di 3.790.000 abitanti, 4.990.000 nell'area urbana.

## Geografia antropica

### Suddivisioni amministrative
- Distretto di Donghu
- Distretto di Xihu
- Distretto di Qingyunpu
- Distretto di Wanli
- Distretto di Qingshanhu
- Distretto di Xinjian
- Contea di Nanchang
- Contea di Anyi
- Contea di Jinxian